# Calliana
Calliana là một chi bướm ngày thuộc họ Bướm nâu.